# Подольцы (Львовская область)
Подольцы (укр. Подільці) — село в Рудковской городской общине Самборского района Львовской области Украины.
Население по переписи 2001 года составляло 286 человек. Занимает площадь 5,38 км². Почтовый индекс — 81445. Телефонный код — 3236.